# Décret de 1636 sur l'esclavage à vie à la Barbade
Le décret de 1636 sur l'esclavage à vie pris à la Barbade est la première trace écrite de légalisation de l'esclavage dans l'Empire britannique, même si la décision fut prise dans une île qui était alors la propriété privée de James Hay, 1er comte de Carlisle.

## Histoire
L'esclavage et la main-d'œuvre des esclaves sont légalisés par un acte local de 1636 du gouverneur et du Conseil de sept membres choisis par lui, qui prescrit que « les nègres et les Indiens, amenés à la Barbade pour y être vendus, serviront toute leur vie, à moins qu'un contrat préliminaire » n'existe. Cette précision vise à protéger les « engagés volontaires », le plus souvent blancs, qui ont signé pour une période de sept ans en échange de la gratuité de la traversée et de la nourriture procurée pendant cette période. Le décret est présenté comme une simple adaptation des contrats  existants.
Le gouverneur de l'île Henry Hawley avait en avril 1633 fait juger et fusiller son prédécesseur Sir William Tufton, l'accusant d'avoir détourné des stocks d'approvisionnement. Il fut alors rappelé en Angleterre par le propriétaire de l'île, le comte de Carlisle, proche du roi Charles Ier. Le comte vérifia les revenus de son île, qui lui paraissaient très faibles compte tenu de la forte croissance démographique. Le gouverneur décrète alors des taxes sur les navires qui font escale. En septembre 1635, Henry Hawley retourna en Angleterre, laissant Richard Peers en qualité de sous-gouverneur. Le premier revint au mois de juillet 1636, muni de nouvelles directives et dès son retour le décret fut pris.
Le gouverneur effectua 98 attributions de terres nouvelles la même année
.
Ce décret coïncide avec la refondation de la Guinea Company, qui a laissé des traces confirmant qu'elle transportait des esclaves. Il a ouvert « une ère très importante pour l'histoire de la Barbade », selon l'historien Sir Robert Hermann Schomburgk. Dès 1636, l'île comptait plus de 6 000 habitants blancs, un peuplement provenant en grande partie d'Irlande, où de nombreux paysans étaient privés de terre en raison de l'instauration par l'Angleterre de grandes plantations en Irlande, reposant sur des expropriations dans les années 1630. Un grand nombre de ces paysans ont dû alors accepter de devenir des "engagés" volontaires pour six ans, et s'embarquer sur des navires à destination du Nouveau Monde.
En 1639 eut lieu la seconde révolte des engagés blancs de la Barbade [réf. incomplète]
, les Irois, après celle de 1634.
Dès 1637, le Hollandais Peter Blower amène le sucre pour le tester à la Barbade. Il est suivi par nombre de ses compatriotes venant du Brésil après la destitution de Jean-Maurice de Nassau-Siegen à Pernambuco en 1644.
Dès le tout début des années 1650, il y avait sur l'île de la Barbade deux Noirs pour un Blanc.
Le décret donne aussi des idées en Virginie où eut lieu la 1re vente aux enchères à Jamestown, avec 23 engagés, tous noirs. Puis en 1661, à la Restauration anglaise, ce fut le vote par un parlement devenu monarchiste du Code des esclaves de la Barbade et en 1662, la loi virginienne de 1662 sur l'esclavage, qui a inspiré, plus de vingt ans plus tard, le Code noir mis en place par Louis XIV en 1685, deux ans après la mort de Colbert.